# Дабниа
Дабниа (груз. დაბნია, арм. Դավնիա) — село в Грузии, на территории Ахалкалакского муниципалитета края (мхаре) Самцхе-Джавахети.

## География
Село находится в южной части Грузии, в пределах Ахалкалакского плоскогорья, на левом берегу реки Кодало (правый приток Куры), на расстоянии приблизительно 21 километра (по прямой) к юго-западу от города Ахалкалаки, административного центра муниципалитета. Абсолютная высота — 1721 метр над уровнем моря.

## Население
По результатам официальной переписи населения 2014 года, в Дабнии проживало 127 человек (69 мужчин и 58 женщин). В национальной структуре населения армяне составляли 100 %.
| Год  | Население, человек |
| ---- | ------------------ |
| 2002 | 134                |
| 2014 | ↘ 127              |